# Angélique Dorothée Babaud
Pour les articles homonymes, voir Babaud.
Angélique Dorothée Babaud, marquise de Cassini, née vers 1734 à Paris et morte le 10 mai 1809 dans la même ville, est une salonnière et contre-révolutionnaire française.

## Biographie
Née à Paris, Angélique Dorothée Babaud est la fille de Jean Babaud de La Chaussade et de Marie Boësnier (remariée au financier Jacques Masson). Elle est aussi la nièce de Pierre Babaud de La Chaussade et de Paul Boësnier de l'Orme, et la demi-sœur du marquis de Pezay. Elle est, enfin, la tante de Pauline de Lézardière et la marraine de la compositrice Lucile Grétry.
Elle épouse, le 22 avril 1754, Dominique-Joseph de Cassini. Elle apporte une dot de 560 000 livres. Devenue marquise de Cassini, elle a été la maîtresse du prince de Condé et du comte de Maillebois.
Elle tient un salon courtisé chez elle. Elle y a fait jouer la pièce Mélanie, ou la Religieuse de La Harpe, alors que la pièce avait été interdite par l'archevêque de Paris. Dans ses salons, on colporte les nouvelles mais surtout, on intrigue pour faire ou défaire un homme en place, diminuer une influence ou ruiner une réputation.

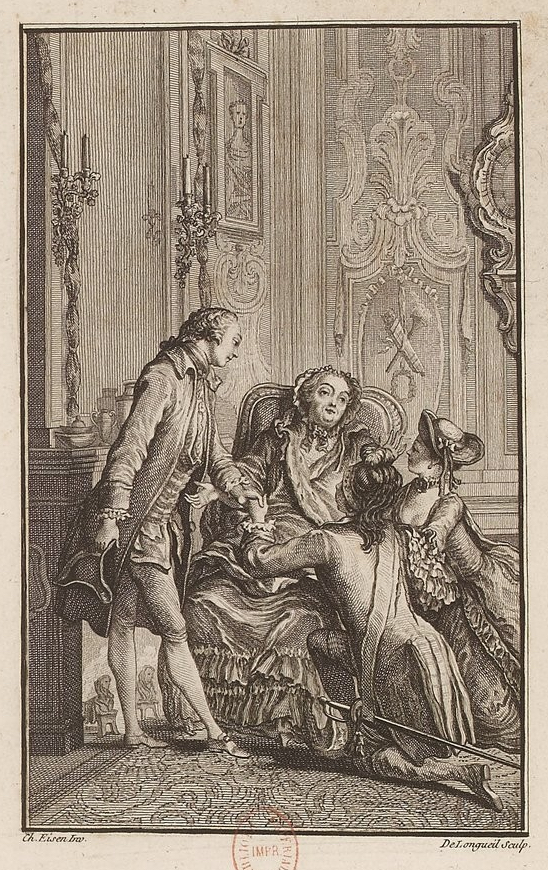
Dorat (debout), Mme Masson mère (assise) est ses enfants (Pezay et marquise de Cassini) à genoux.

Contre-révolutionnaire, elle prend part à l'organisation de plusieurs complots royalistes, émigre en 1792 et se rend entre autres à Londres pour rencontrer William Windham, le secrétaire à la Guerre britannique.
Elle meurt à l'âge de 75 ans, en 1809, en son domicile parisien du 21, rue du Cherche-Midi.

## Œuvres
- L'Annonce du printemps, 1777.
- Ode sur la mort de Louis XVI, roi de France et de Navarre, assassiné par la Convention nationale, le 21 janvier 1793.

## Sources
- Fortunée Briquet, Dictionnaire historique, littéraire et bibliographique des Françaises et des étrangères naturalisées en France, connues par leurs écrits ou par la protection qu’elles ont accordée aux gens de lettres, depuis l’établissement de la Monarchie jusqu’à nos jours, 1804.
- Françoise de Graffigny, Correspondance de Madame de Graffigny, 1716-1759, dir. J. Alan Dainard, et English Showalter, Oxford, Voltaire Foundation, 1985-2016, 15 vol.
- P. W. Bamford, Privilege and Profit: A Business Family in Eighteenth-Century France. University of Pennsylvania Press, 1988